# Bedia (Espagne)
Pour les articles homonymes, voir Bedia (homonymie).
Bedia en basque ou Vedia en espagnol est une commune de Biscaye dans la communauté autonome du Pays basque en Espagne.
Le nom officiel du village est Bedia.

## Géographie

### Quartiers
- Asteitza
- Barroeta
- Bidekoetxe
- Elexalde
- Eroso-Ugarte
- Ibarra
- Murtatza
- Utxarain

### Sources
- (es) Cet article est partiellement ou en totalité issu de l’article de Wikipédia en espagnol intitulé « Vedia (España) » (voir la liste des auteurs).